# Poolbillard-Europameisterschaft 1990
Die Poolbillard-Europameisterschaft 1990 war ein vom europäischen Poolbillardverband EPBF in St. Moritz ausgetragenes Poolbillardturnier. Nach 1982 war es die zweite EM in der Schweiz.
Ausgespielt wurden die Europameister in den Disziplinen 8-Ball, 9-Ball und 14/1 endlos sowie die Mannschafts-Europameister.
Im 14/1 endlos der Herren gelang es dem Deutschen Oliver Ortmann im Finale gegen Waldemar Markert seinen Titel aus dem Vorjahr erfolgreich zu verteidigen. Thomas Engert gelang dies im 9-Ball gegen den Schweden Mikael Hallgren. Titelverteidiger Ralf Souquet unterlag im 8-Ball-Finale dem Schweden Tom Storm. Die Deutschen Andreas Vondenhoff und Norbert Lang sowie der Schweizer Samuel Fasel gewannen jeweils eine Bronzemedaille.
Die Schwedin Louise Furberg wurde im Finale gegen die Deutsche Andrea Kroll zum vierten Mal in Folge Europameisterin im 14/1 endlos. Das Finale im 8-Ball besiegte die Deutsche Ilona Bernhard die Schweizerin Jacqueline von Kanel. Titelverteidigerin Gerda Hofstätter gewann Bronze. Im 9-Ball-Finale gewann Franziska Stark gegen Klara Lensing und wurde nach 1988 und 1989 zum dritten Mal in Folge 9-Ball-Europameisterin.
Die schwedische Mannschaft wurde im Finale gegen Deutschland Europameister der Herren. Die Schweiz gewann Bronze. Bei den Damen wurde die Schweiz im Finale gegen Deutschland Europameister. Österreich gewann Bronze.

## Medaillengewinner
| Disziplin            | Gold            | Silber               | Bronze             |
| -------------------- | --------------- | -------------------- | ------------------ |
| Herren – 14/1 endlos | Oliver Ortmann  | Waldemar Markert     | Samuel Fasel       |
| Herren – 14/1 endlos | Oliver Ortmann  | Waldemar Markert     | Arne Strom         |
| Herren – 8-Ball      | Tom Storm       | Ralf Souquet         | Andreas Vondenhoff |
| Herren – 8-Ball      | Tom Storm       | Ralf Souquet         | Stein Amundsen     |
| Herren – 9-Ball      | Thomas Engert   | Mikael Hallgren      | Lars Harald Riiber |
| Herren – 9-Ball      | Thomas Engert   | Mikael Hallgren      | Norbert Lang       |
| Herren-Mannschaft    | Schweden        | Deutschland          | Schweiz            |
| Herren-Mannschaft    | Schweden        | Deutschland          | Norwegen           |
| Damen – 14/1 endlos  | Louise Furberg  | Andrea Kroll         | Anette Aronsson    |
| Damen – 14/1 endlos  | Louise Furberg  | Andrea Kroll         | Vibeke Styve       |
| Damen – 8-Ball       | Ilona Bernhard  | Jacqueline von Kanel | Gerda Hofstätter   |
| Damen – 8-Ball       | Ilona Bernhard  | Jacqueline von Kanel | Doris Riesch       |
| Damen – 9-Ball       | Franziska Stark | Klara Lensing        | Helena Thornfeldt  |
| Damen – 9-Ball       | Franziska Stark | Klara Lensing        | M. Giger           |
| Damen-Mannschaft     | Schweiz         | Deutschland          | Österreich         |
| Damen-Mannschaft     | Schweiz         | Deutschland          | Schweden           |